# Basil Briscoe
Basil Briscoe, född 1903, död 1951, var en brittisk galopptränare. Han var son till William Arthur Briscoe, från Longstowe Hall, Cambridgeshire, och May Matilda Boughey, och utbildade sig vid Eton College. Han drev sin verksamhet i Longstowe och sedan Newmarket.
Briscoe är mest känd för att ha tränat Golden Miller, som han upptäckte som treåring på Irland, och uppmuntrade Dorothy Paget att köpa denne. Golden Miller tog fem raka segrar i Cheltenham Gold Cup (1932-1936), och segrade i 1934 års Grand National.